# Ferdinand Mosséen
Johan Ferdinand Mosséen, född 30 september 1883 i Skölvene församling, Älvsborgs län, död 1956 i Säter, var en svensk väg- och vattenbyggnadsingenjör.
Mosséen, som var son till lantbrukaren J.H. Bengtsson och Christina Bengtsson, utexaminerades från Chalmers tekniska läroanstalt 1902. Han biträdande stadsingenjör i Kristianstads stad 1909–1916, vikarierade som municipal- och senare stadsingenjör i Bodens municipalsamhälle/stad 1917–1922 samt var stadsingenjör, fastighetsregisterförare och mätningsman i Säters stad från 1922. Han var vice ordförande i byggnadsnämnden flera är, ledamot av olika kommittéer och nämnder samt ställföreträdande civilförsvarschef. Han insamlade upptecknade och delvis publicerade folksägner från Gäsene härad.